# Santali (sprog)
Santali er det mest udbredte munda-sprog. Det tales af omkring 6 millioner mennesker (santalere) i Indien, Bangladesh, Nepal og Bhutan. De fleste santaler bor i Indien i delstaterne Jharkhand, Assam, Bihar, Orissa, Tripura og Vestbengalen.
Santali har sit eget alfabet kaldet ol cemet'. Ol cemet' blev skabt af Pandit Raghunath Murmu i 1925. Tidligere blev santali skrevet med bengali-skrift, oriya-skrift eller latinske bogstaver i de sjældne tilfælde, hvor det overhovedet blev skrevet. Ingen af disse skriftsystemer var dog gode til at gengive santalis lyde. I modsætning til de fleste indiske skriftsystemer er ol cemet' et ægte alfabet og ikke et stavelsesskriftsystem. Der er 30 bogstaver i alfabetet, og det skrives fra venstre mod højre. Den norske santalmissionær Paul Olaf Bodding forfattede santalernes første alfabet med latinske bogstaver samt santalfolkets grammatik. Han har også stor leksikalsk betydning som folkets folklorist.
En del santaler bor i Assam. Disse blev forflyttet dertil af de norske og danske santalimissionærer (bl.a Hans Peter Børresen) og befolker i dag egnene omkring Mornai Tea Estate, som blev købt af den norske missionær Skrefsrud og fortsat i dag ejes af den nationale kirke, NELC (Northern Evangelical Lutheran Church).
Der er stor analfabetisme (70 – 90 %) blandt de santali-talende.